# Neojobertia mirabilis
Neojobertia mirabilis là một loài thực vật có hoa trong họ Chùm ớt. Loài này được (Sandwith) L.G.Lohmann mô tả khoa học đầu tiên năm 2010.